# 金山村 (愛知県)
金山村（かなやまむら）は、愛知県知多郡にかつて存在した村。
現在の常滑市北東部（金山など）に該当する。

## 歴史
- 1878年（明治11年） - 前山村、石瀬村、宮山村が合併し、金山村となる。
- 1889年（明治22年）10月1日 - 町村制により、金山村が発足。
- 1906年（明治39年）5月1日 - 矢田村、久米村と合併し、三和村が発足。同日金山村は廃止。